# Monumento a Leonardo da Vinci
Il monumento a Leonardo da Vinci è un gruppo scultoreo commemorativo posto in piazza della Scala di Milano e inaugurato nel settembre del 1872. Sulla sommità è posta una statua di Leonardo da Vinci mentre alla base sono raffigurati quattro suoi allievi a figura intera, Giovanni Antonio Boltraffio, Marco d'Oggiono, Cesare da Sesto e Gian Giacomo Caprotti (con il nome di Andrea Salaino).
Il monumento fu realizzato dallo scultore Pietro Magni (1816-1877) a partire dal 1858; a causa del passaggio di Milano dal Regno Lombardo-Veneto al Regno di Sardegna prima e al Regno d'Italia poi, il finanziamento per la realizzazione ebbe problemi e ritardi. Dopo l'inaugurazione ricevette molte critiche negative per la scelta del luogo dove fu posizionato e perché considerato un'eredità dell'amministrazione austriaca.

## Storia

### Un primo progetto
Nel 1834 si trovano riferimenti a un «nobile e coltissimo nostro concittadino» milanese che intendeva realizzare a proprie spese un monumento in bronzo a Leonardo. L'anonimo aveva anche ottenuto l'autorizzazione del governo austriaco per posizionare il monumento nel cortile di Brera, decorando l'accesso al doppio scalone. All'epoca per lo scalone richiniano erano in preparazione anche i monumenti a Cesare Beccaria e a Giuseppe Parini.
(Lettera del pittore Paolo Landriani, 1834)
La base in granito avrebbe dovuto essere di circa 2 metri con figure in bronzo alte circa 3 metri, raffigurando la personificazione dell'Immortalità nell'atto del porgere una corona d'alloro a Leonardo, intento in profonde meditazioni sui propri libri. Un bassorilievo sulla base avrebbe riprodotto l'Ultima Cena. Questo progetto non fu però completato.

### Il concorso del 1857

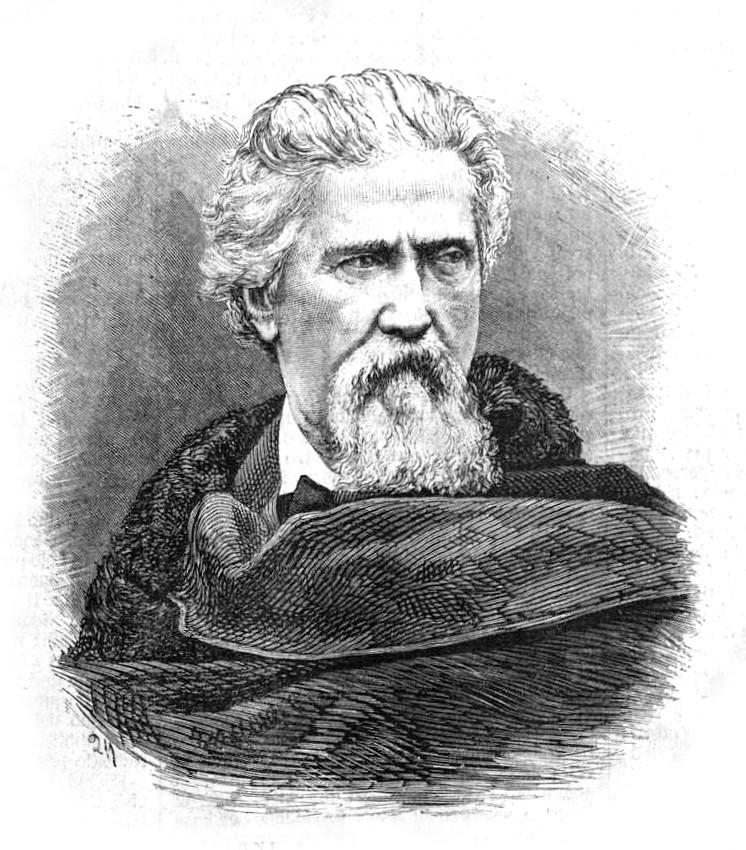
Pietro Magni

Nel 1856 tra i concorsi dell'Accademia di Belle Arti di Milano venne richiesto il progetto di un monumento a Leonardo in forma di fonte da porre sempre nel cortile di Brera.
Premio = Una medaglia d'oro del valore intrinseco di venti zecchini.»
L'8 febbraio 1857 l'imperatore Francesco Giuseppe stabilì la realizzazione di un vero e proprio monumento da porre in piazza San Fedele con una statua in marmo alta 3,60 metri. Venne perciò stabilito un nuovo programma il 1º ottobre 1857, con scadenza il 31 ottobre 1858.
Il 22 dicembre 1858 la commissione stabilì all'unanimità la scelta del modello «Pensa nel marmo» presentato dallo scultore Pietro Magni; si fece però anche presente che sarebbe stata necessaria una spesa maggiore delle 60.000 lire austriache previste dal bando di concorso. Venne anche stabilito di destinare il monumento alla piazza della Scala.

### Realizzazione

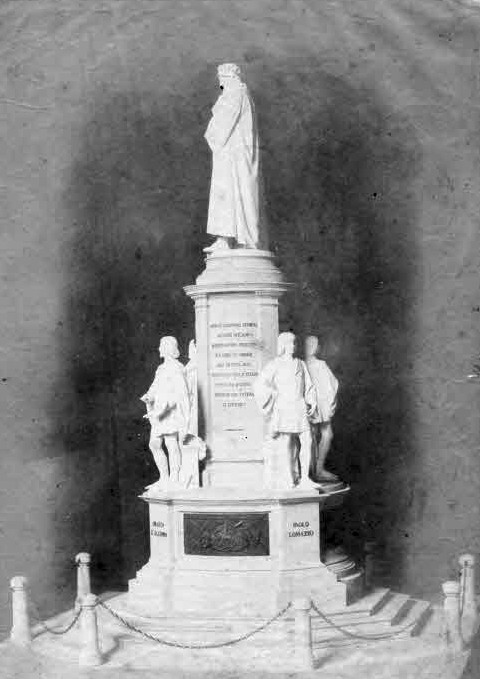
Bozzetto originario del monumento

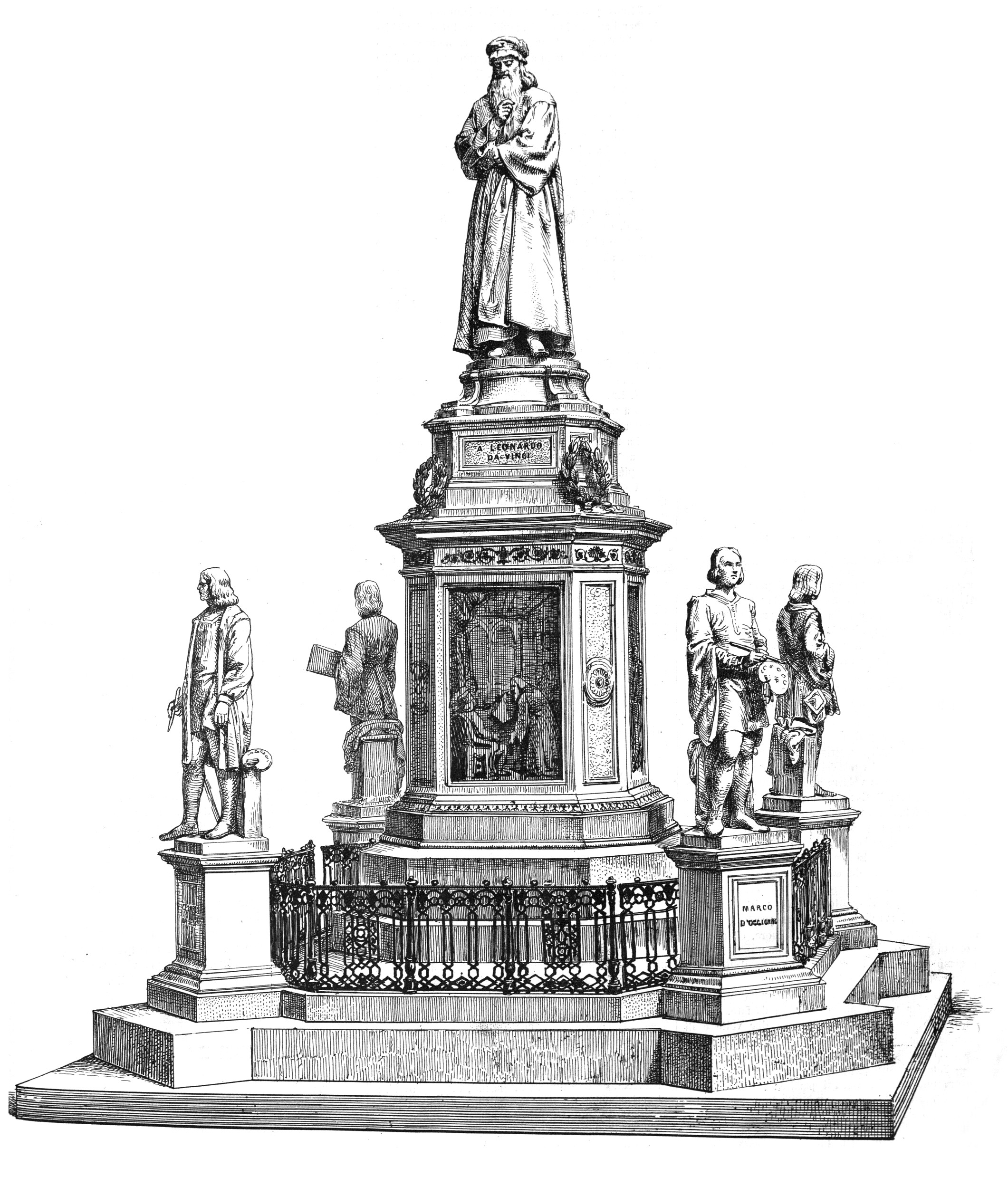
Il progetto modificato, come appariva nel 1864

Il Magni si mise all'opera, ma l'esito della Seconda guerra d'indipendenza lo costrinse a rivolgersi prima a Urbano Rattazzi, all'epoca ministro dell'interno, e poi a Cavour, presidente del Consiglio dei ministri. Infatti il governo riteneva di non avere alcun obbligo nei confronti del Magni poiché il concorso non era stato approvato dalle autorità e l'importo di spesa previsto per la sua opera era maggiore di quello stabilito dal concorso. Cavour incaricò comunque Massimo d'Azeglio, governatore di Milano, di esaminare la situazione nello studio dello scultore e prendere una decisione.
Il d'Azeglio non solo confermò il progetto ma suggerì anche delle modifiche essenziali che fecero aumentare il costo del monumento.
monumento tutta quella maestà e grandiosità che gli era necessaria, sia per l'importanza del soggetto sia per l'ampiezza della piazza a cui è destinato.»
(Pietro Magni a Massimo d'Azeglio, 20 giugno 1860)
Il Magni partì per Bologna come alfiere della Guardia Nazionale e al suo ritorno nel 1861 trovò come nuovo governatore Giuseppe Pasolini; per cercare di ottenere conferma dell'incarico di realizzare il monumento, egli contattò perciò l'Accademia, il d'Azeglio (ritiratosi dalla politica), il governatore Pasolini, il sindaco di Milano Antonio Beretta e il presidente del Consiglio dei ministri Bettino Ricasoli.
Per la realizzazione del monumento venne stimato un valore di circa 100.000 lire (corrispondenti alle 60.000 lire austriache del concorso più altre 47.000 lire italiane). Nel 1862 le autorità richiesero modifiche al progetto per ridurre la spesa a lire 90.200 e il Comune di Milano si impegnò per un contributo di 20.000 lire.
Il Magni portò avanti il monumento sobbarcandosi spese per i materiali; nel 1867 però non aveva ricevuto pagamenti e la pratica ministeriale non aveva fatto progressi. Decise allora di approfittare dell'inaugurazione della galleria a fianco della piazza della Scala, prevista per il 15 settembre; posizionò a proprie spese un modello del monumento per l'intero mese di settembre, sperando che le autorità, vedendolo, avrebbero finalmente permesso il completamento dell'opera.
Nel 1868 gli fu comunicato che il governo intendeva riconoscergli solamente l'importo originario del concorso, pari a circa 52.000 lire italiane; anche contando le 20.000 per cui si era impegnato il comune di Milano, egli avrebbe subito una perdita netta di almeno 15.000 lire per spese vive.
Come ultima speranza, nel 1879 il Magni scrisse al Filippo Antonio Gualterio, ministro della Real Casa, per cercare di ottenere un intervento del sovrano, ma inutilmente. Nello stesso periodo gli venne presentata una diffida dal Regio Demanio perché in ritardo con il pagamento dell'affitto dei locali che utilizzava per il suo studio; all'inizio del 1870 gli vennero sequestrati tutti i modelli e tutti i lavori per essere messi all'asta. Giovanni Battista Brambilla li acquistò tutti per restituirli allo scultore.
Vista l'impossibilità di ottenere quanto dovuto, il Magni nell'agosto 1870 presentò un atto di diffida giudiziale al Ministero della pubblica istruzione. Infine con il contratto stipulato il 23 marzo 1871 riuscì in totale ad ottenere 72.000 lire. La cifra era inferiore rispetto a quella stanziata per altri monumenti, come quello per Carlo Alberto a Torino (700.000 lire) o quello per Cavour a Milano (più di 100.000 lire).
Secondo Ettore Verga, l'ostilità generale verso la realizzazione del monumento non era dovuta allo scultore Magni, ma all'origine stessa del monumento. Fu Elia Lombardini, a capo dell'ufficio delle pubbliche costruzioni sotto il governo austriaco, a proporne la realizzazione e fu lo stesso Lombardini che cercò di farlo accettare dopo l'Unità d'Italia presentando Leonardo come «vero creatore della scienza idraulica».

### Inaugurazione

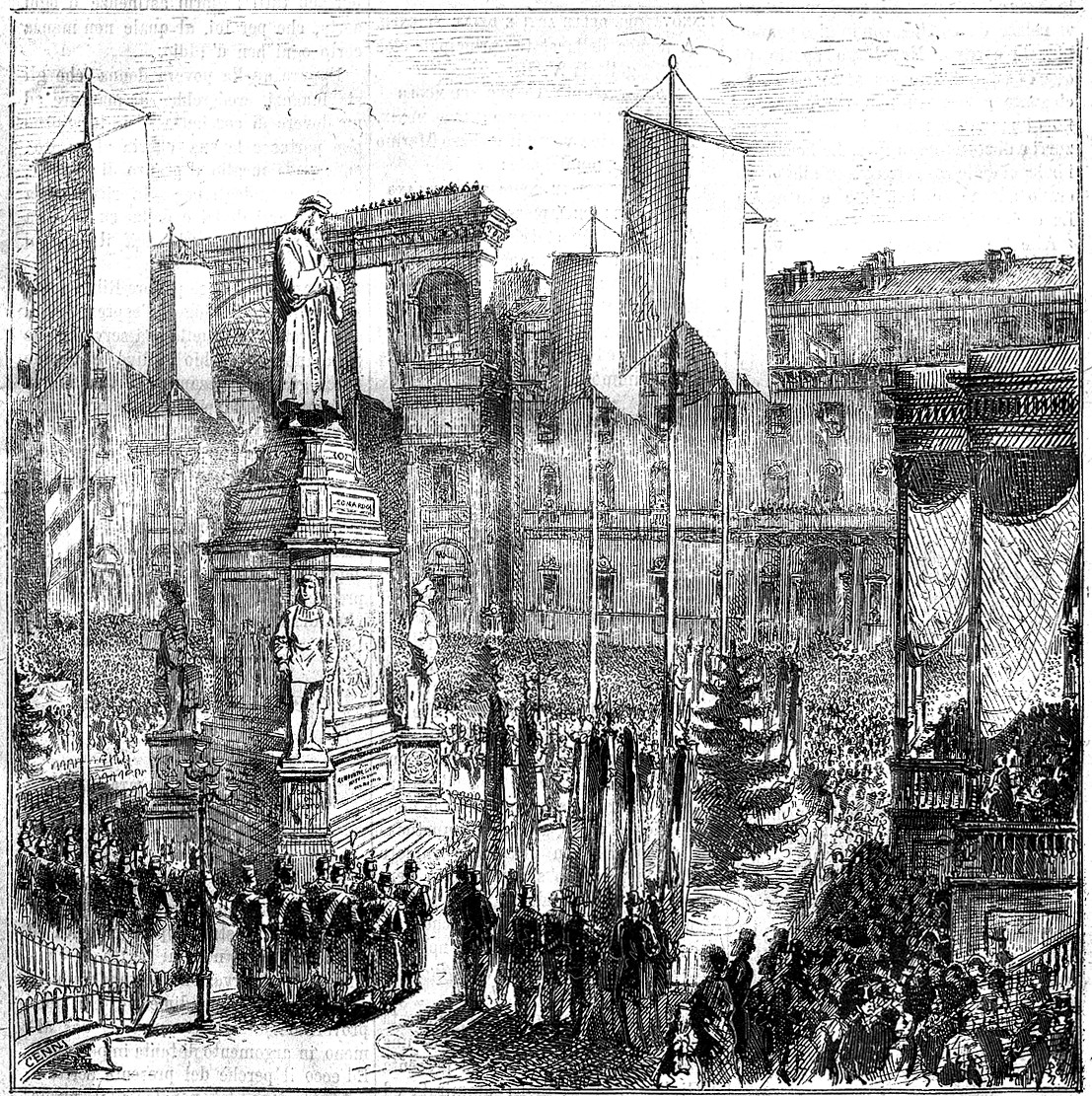
Inaugurazione del monumento

Il monumento fu inaugurato il 4 settembre 1872 alla presenza del principe Umberto in concomitanza con l'apertura a Milano del primo congresso degli ingegneri e degli architetti. Era in corso anche l'Esposizione nazionale di Belle Arti.
Dopo il discorso del Sindaco, fu letto il processo verbale con il quale il monumento veniva consegnato alla città di Milano, e, dopo la consegna, la banda riprese a suonare la marcia reale, gli invitati mossero in giro intorno al monumento, seguiti dalle bandiere delle corporazioni operaje, e con questo ebbe fine la cerimonia.»
Alla sera si svolsero anche festeggiamenti nella piazza del Duomo con razzi di bengala. Da una finestra del Teatro alla Scala fu proiettata una luce elettrica che illuminò il monumento di vari colori.
Nelle raffigurazioni realizzate in occasione dell'inaugurazione i quattro piedistalli con le statue degli allievi non erano più separati (come previsto in precedenti versioni), ma uniti al basamento ottagonale centrale.

## Descrizione

Premere sull'immagine per [ aprire il file SVG] e avere una visualizzazione tridimensionale interattiva.

Il monumento è formato da cinque statue poste su un basamento in granito rosa di Baveno, alto 7,08 metri. Il corpo centrale del basamento ha forma ottagonale con lati diseguali. Il suo centro è posto in asse con la galleria Vittorio Emanuele II.
Al centro si trova la statua in marmo di Leonardo da Vinci, alta 4,40 metri. È ritratto in atteggiamento pensoso con le mani raccolte al petto. Il nome «LEONARDO» è inciso sul fronte ai piedi della statua; sul retro è invece indicato «PIETRO MAGNI FECE».
Ad un livello inferiore, dai lati corti del basamento ottagonale sporgono quattro piedistalli sui quali trovano posto le altre quattro sculture in marmo, alte 2,60 metri. Rappresentano quattro allievi di Leonardo: Giovanni Antonio Boltraffio, Marco d'Oggiono, Cesare da Sesto e Gian Giacomo Caprotti (con il nome di Andrea Salaino).

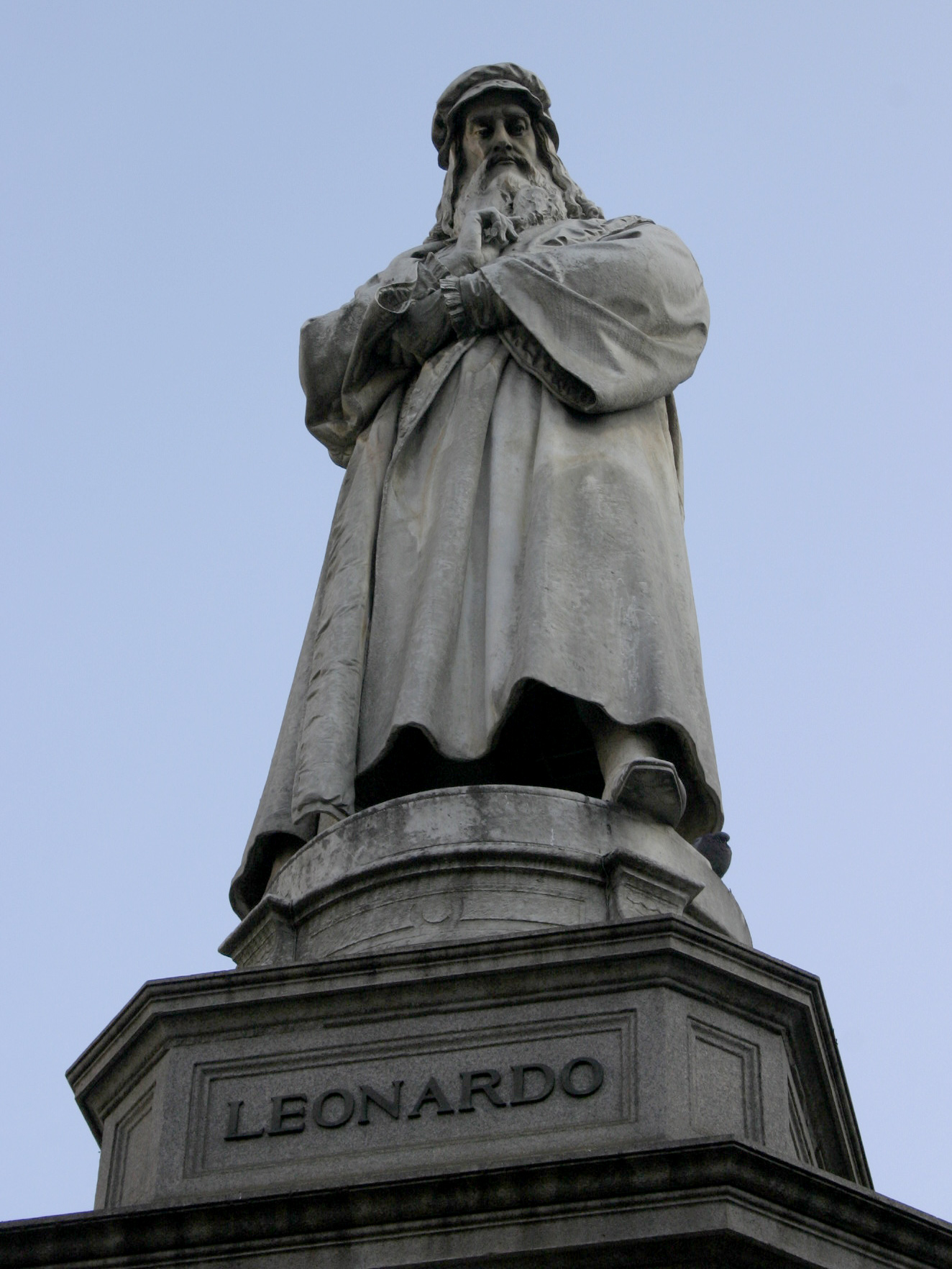
Leonardo da Vinci
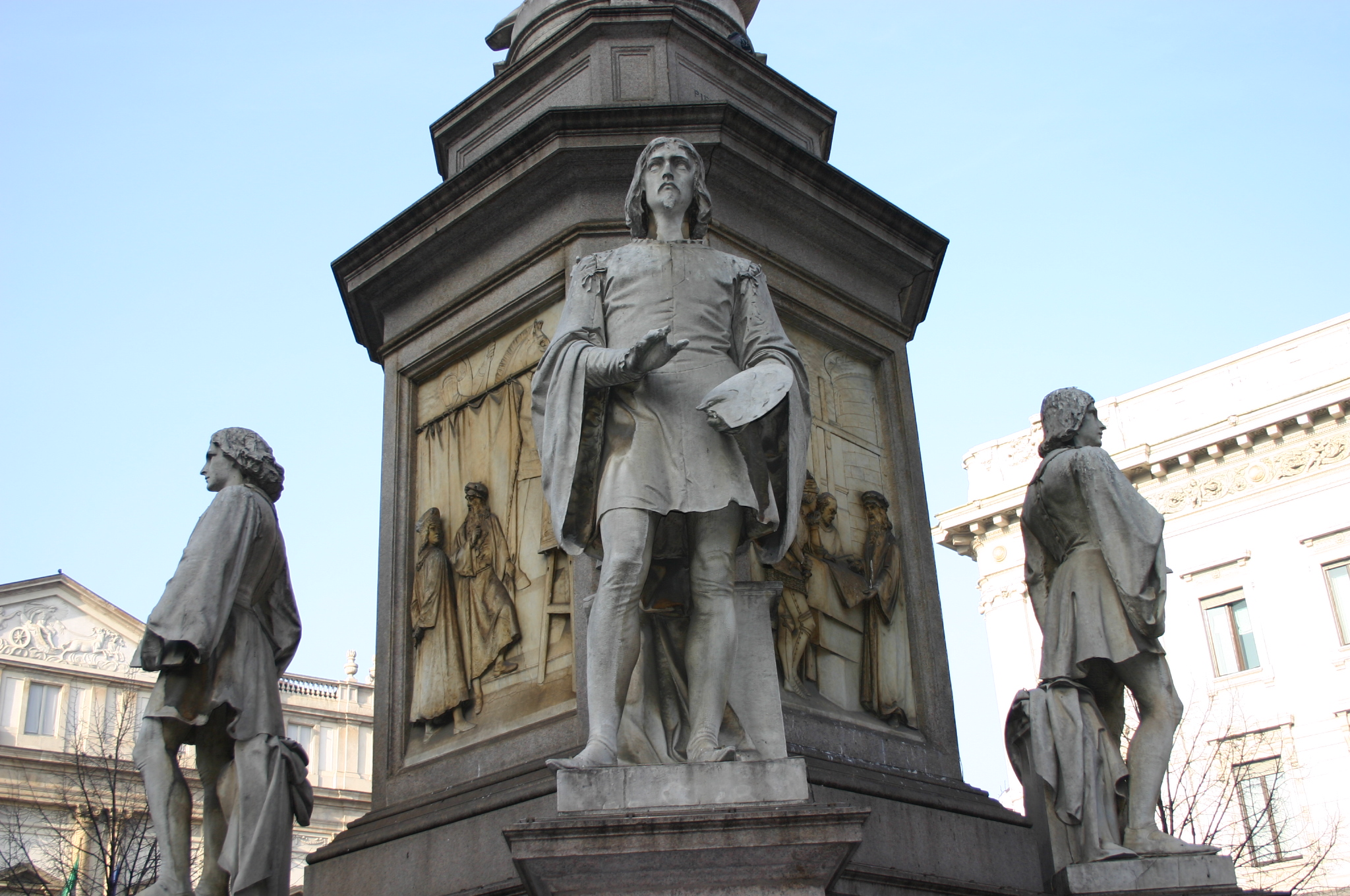
Giovanni Angelo Boltraffio
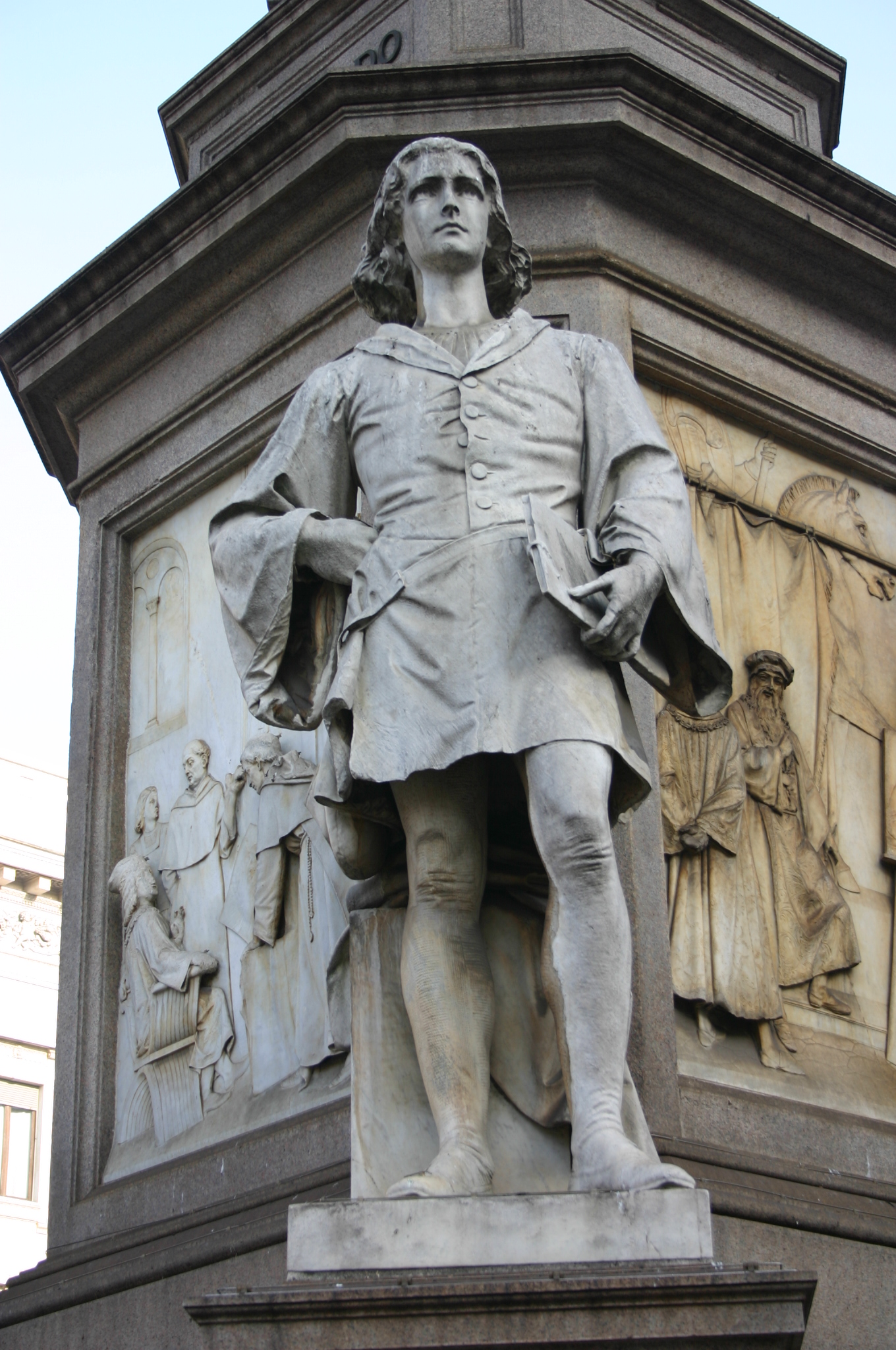
Marco d'Oggiono
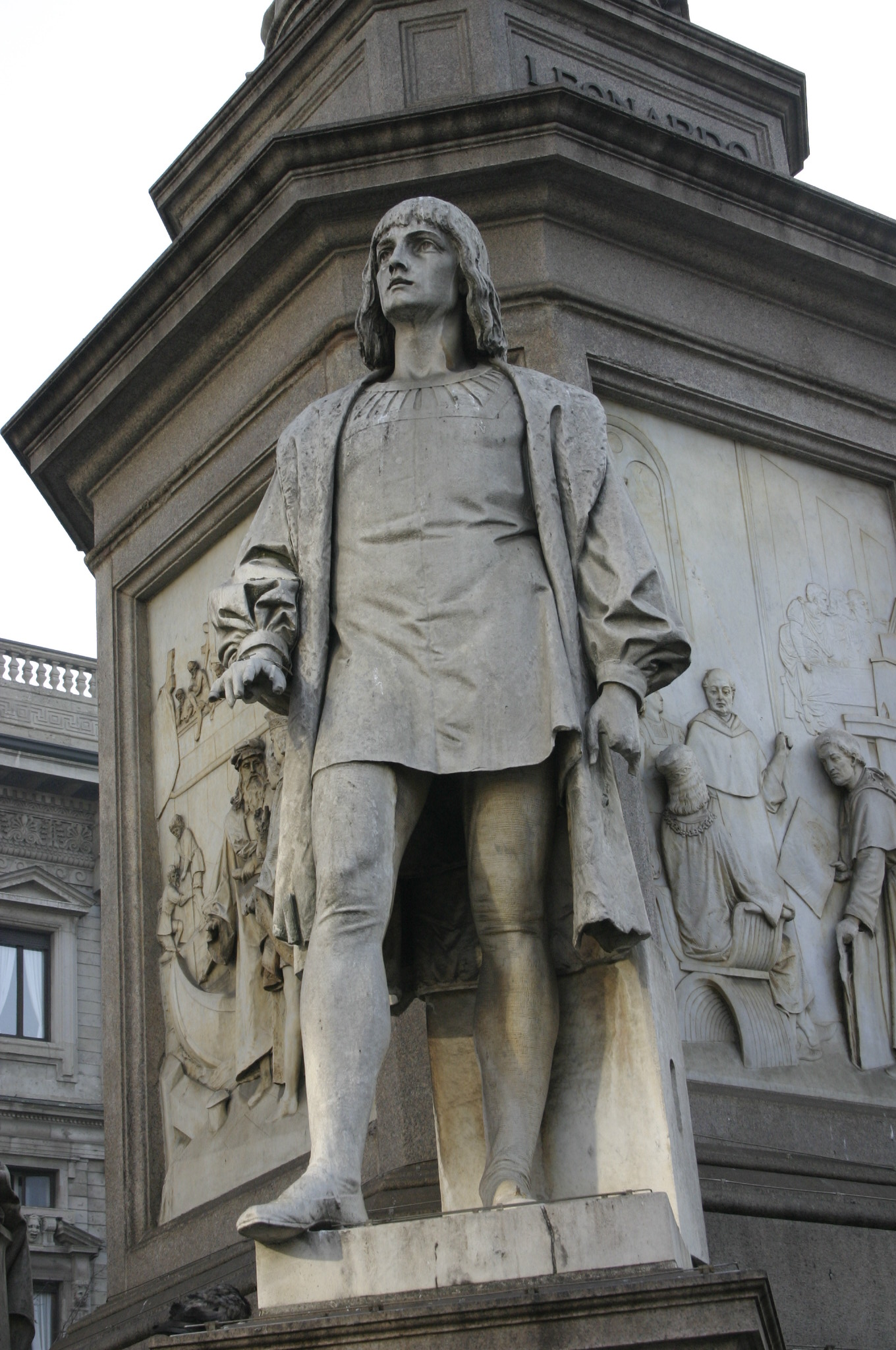
Cesare da Sesto
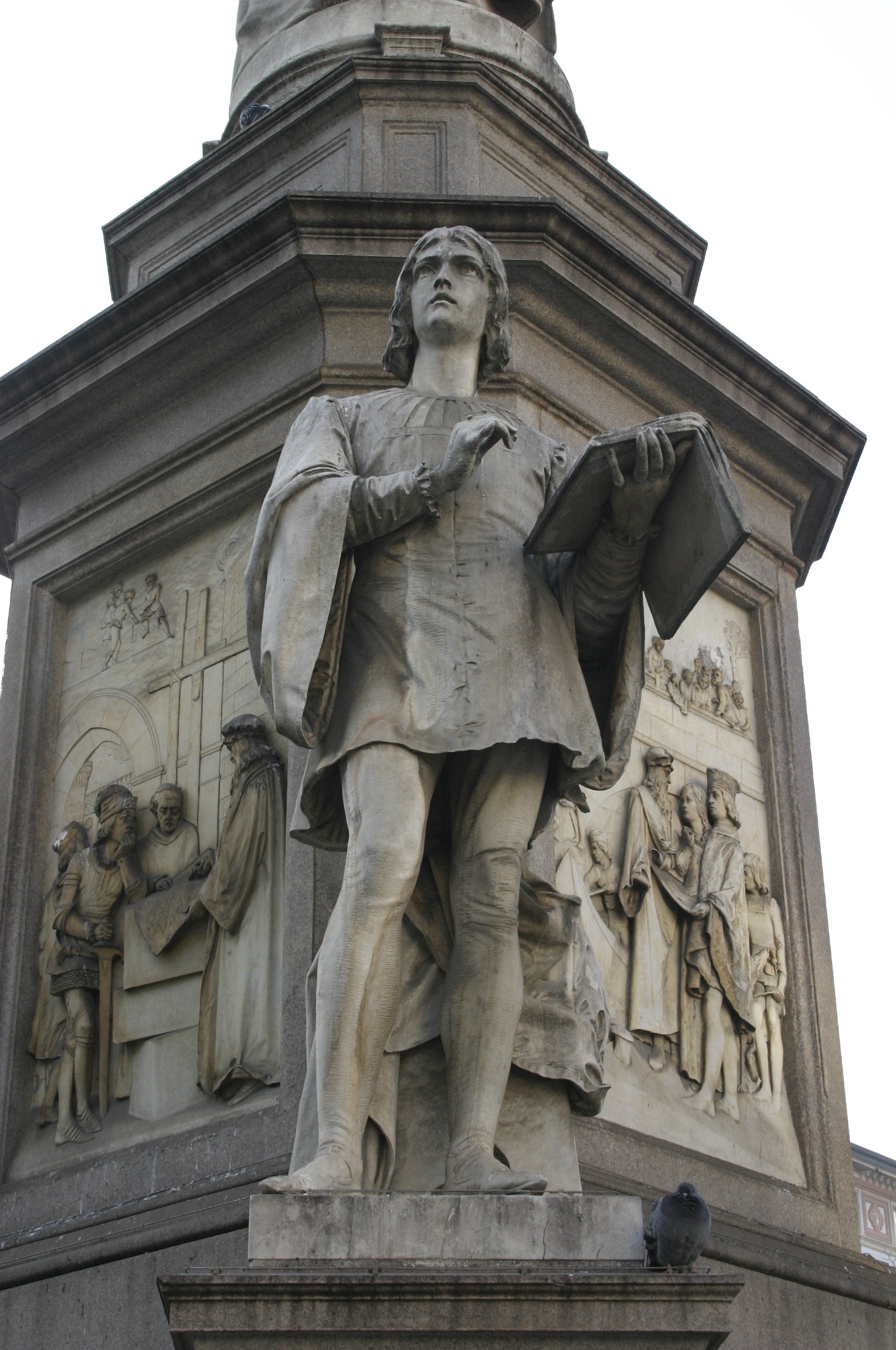
Andrea Salaino

Sui lati maggiori del basamento ottagonale quattro bassorilievi in marmo ritraggono quattro aspetti della vita di Leonardo a Milano: Leonardo pittore, che sta dipingendo il Cenacolo nel Convento annesso alla Chiesa delle Grazie; Leonardo scultore, che modella la statua equestre di Francesco Sforza; Leonardo architetto e stratega, che dirige le fortificazioni dei castelli del Duca Valentino in Romagna e Leonardo idraulico, che attende ai lavori di condotte per l’irrigazione della Lombardia.

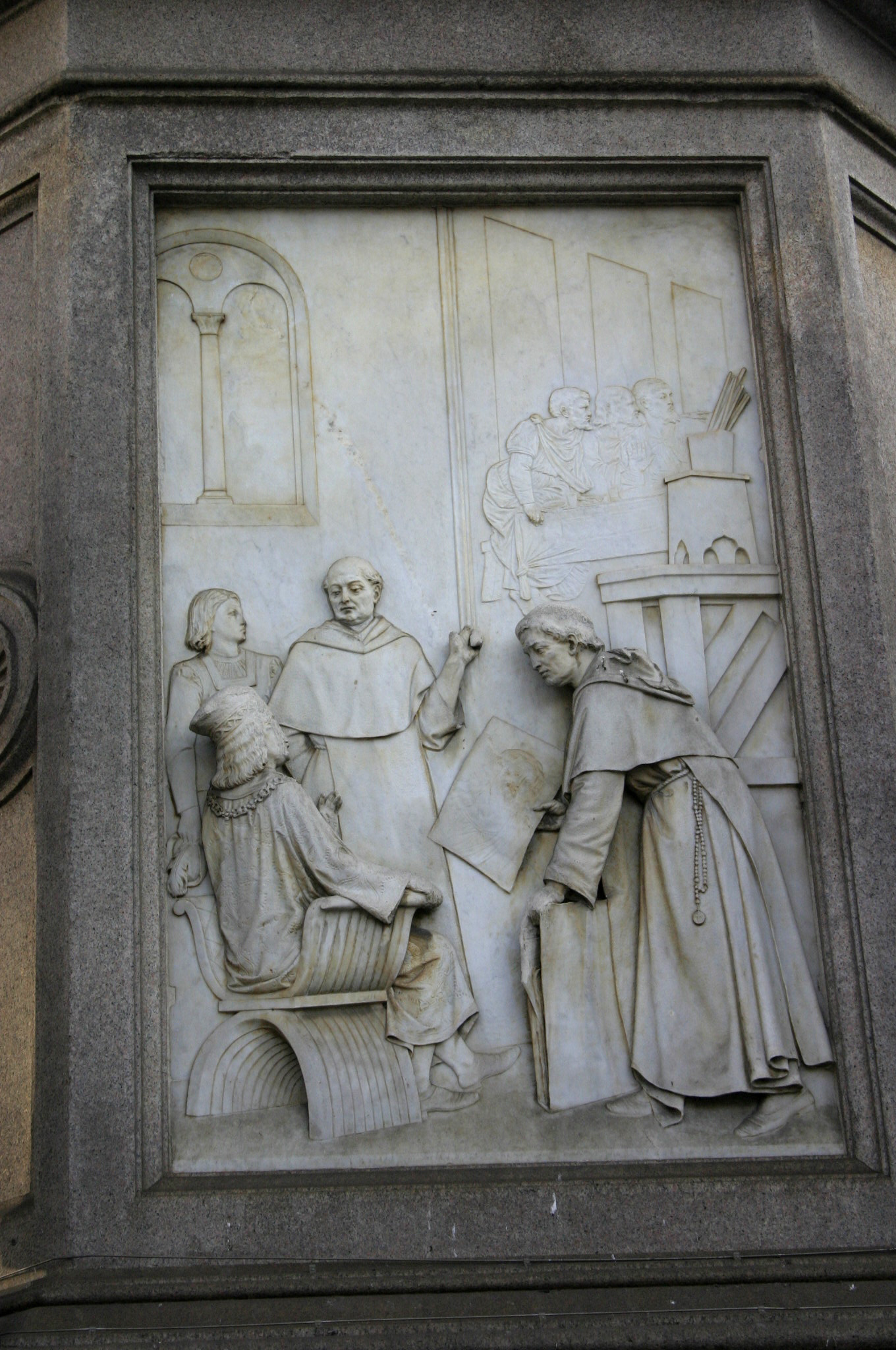
Leonardo pittore
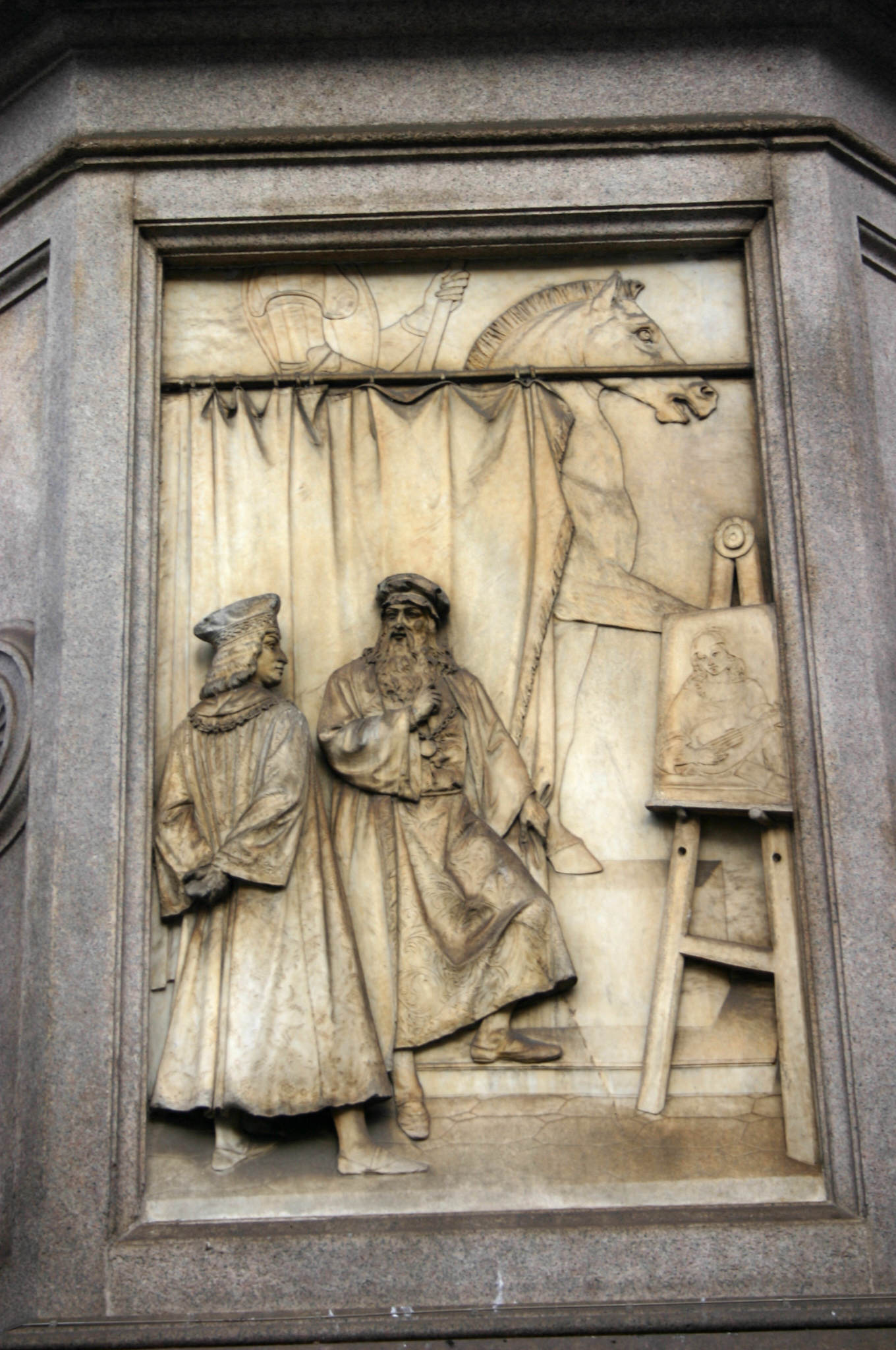
Leonardo scultore
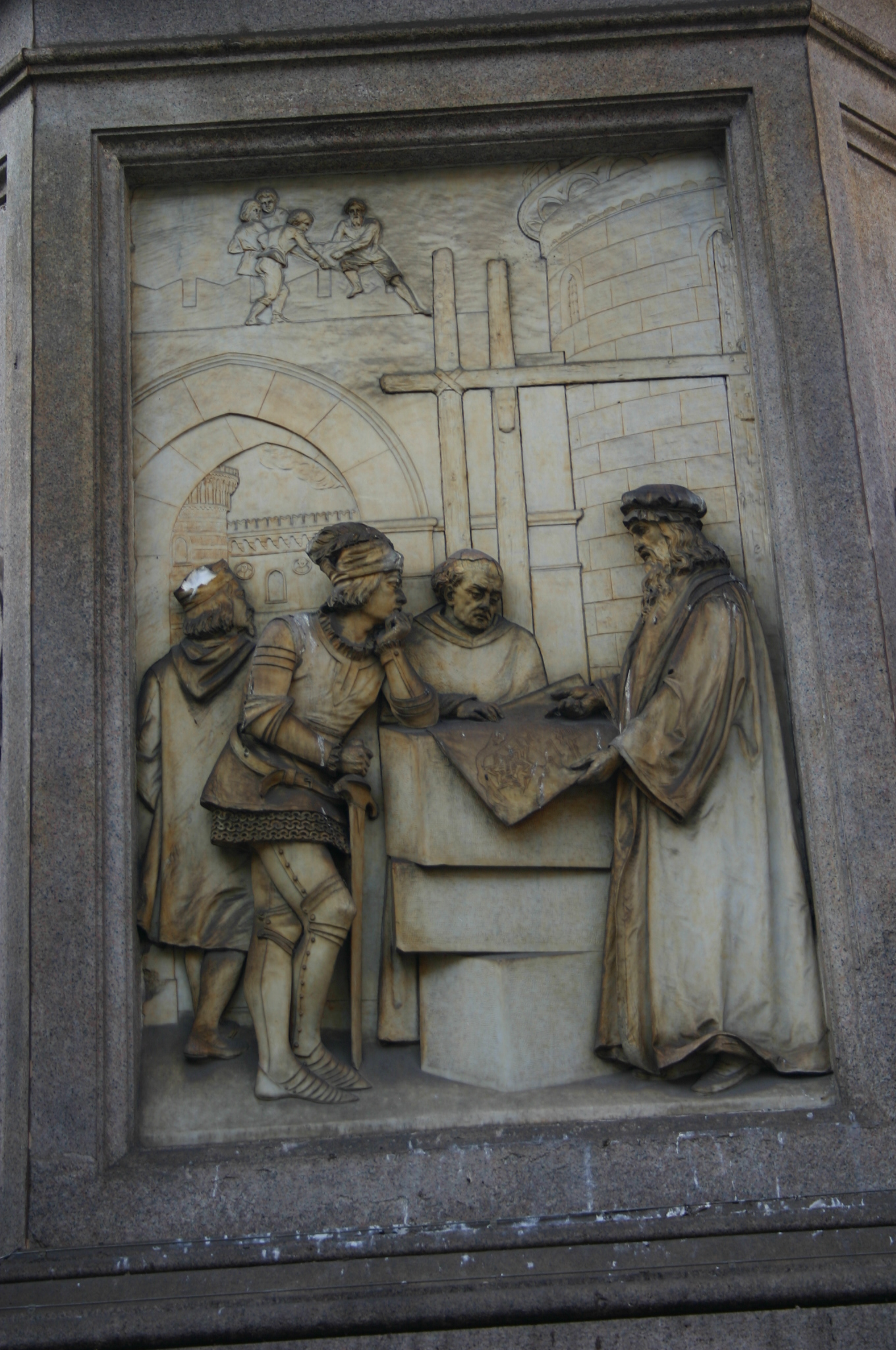
Leonardo architetto e stratega
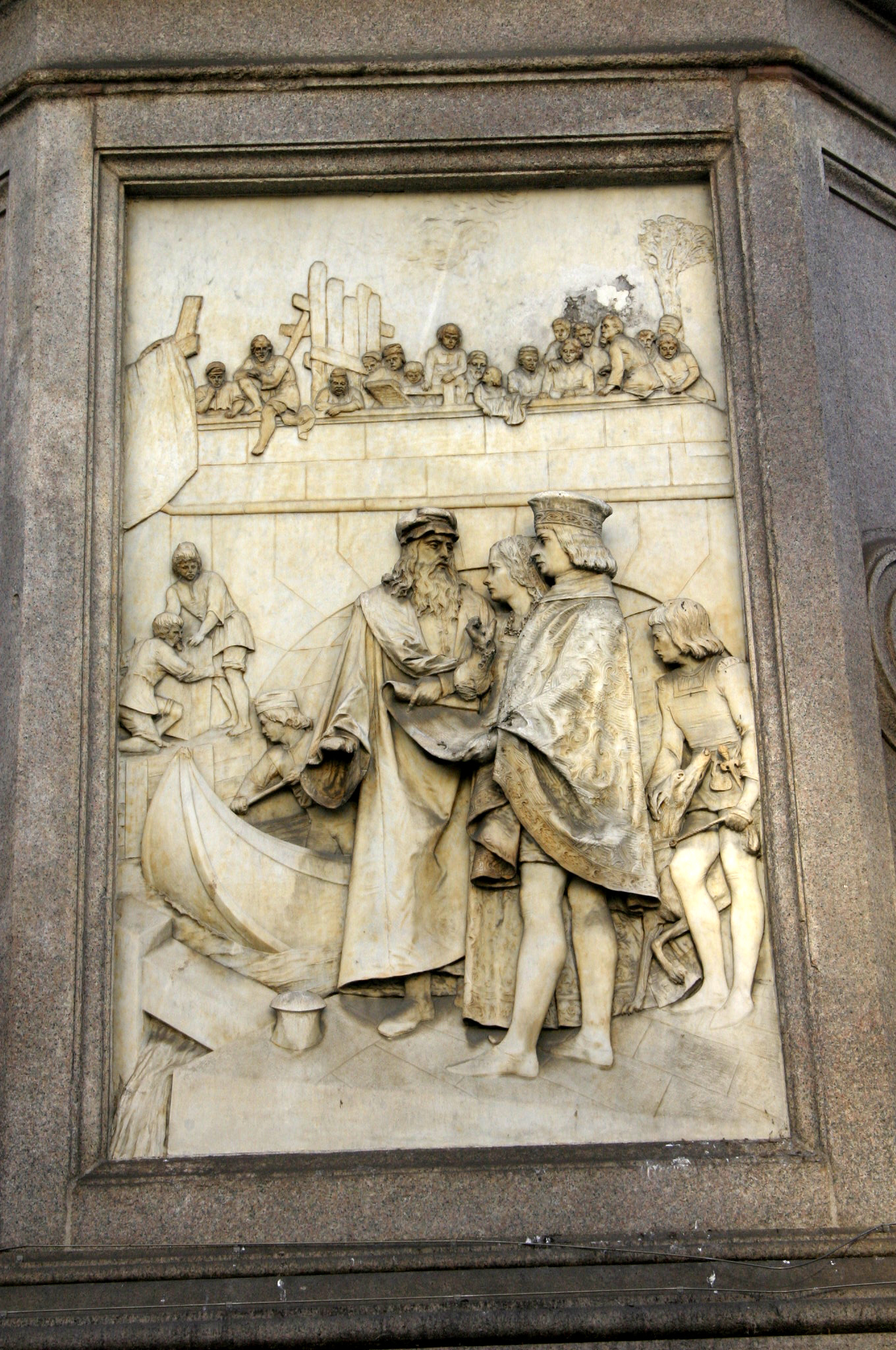
Leonardo idraulico

Al di sotto dei bassorielievi, tra i piedistalli, è posta un'iscrizione in quattro parti dettata dal professor Gilberto Govi e incisa in bronzo dorato con la dedica: 

## Critiche

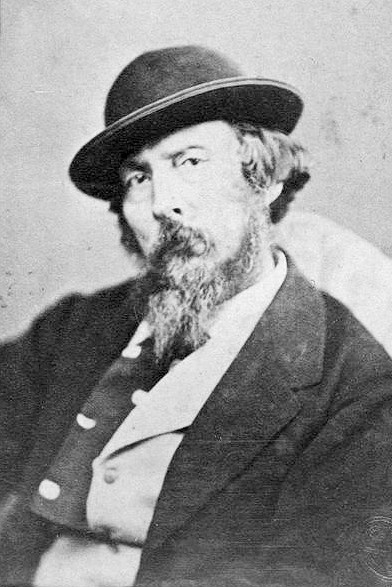
Giuseppe Rovani

Ci furono critiche negative di vario genere al monumento, non considerato l'opera migliore di Magni; alcuni avrebbero voluto Francesco Melzi tra le statue degli allievi, mentre altri avrebbero preferito sostituirle con personificazioni di meccanica, musica, geometria e filosofia. Fu anche criticata la posa delle figure, paragonate a marionette «con le mani pendenti - come mani di piombo».
(Girolamo d'Adda, 19 dicembre 1871)
(Yorick figlio di Yorick)
(Giosuè Carducci)

### Un litro in quattro
Il soprannome del monumento "un litro in quattro" ("on liter in quatter" in milanese), diffuso alla fine dell'Ottocento, era dovuto alla rassomiglianza tra le cinque statue del monumento a una bottiglia di vino con quattro bicchieri intorno. Diverse fonti dell'epoca attribuiscono allo scapigliato Giuseppe Rovani la creazione di tale soprannome.
— Il tuo monumento eccolo qui: è un litro in quattro!
Le risate andarono alle stelle. Ma Pietro Magni non digerì bene il frizzo. Se ne rammentava e se ne doleva ancora molti anni appresso.»

## Interventi

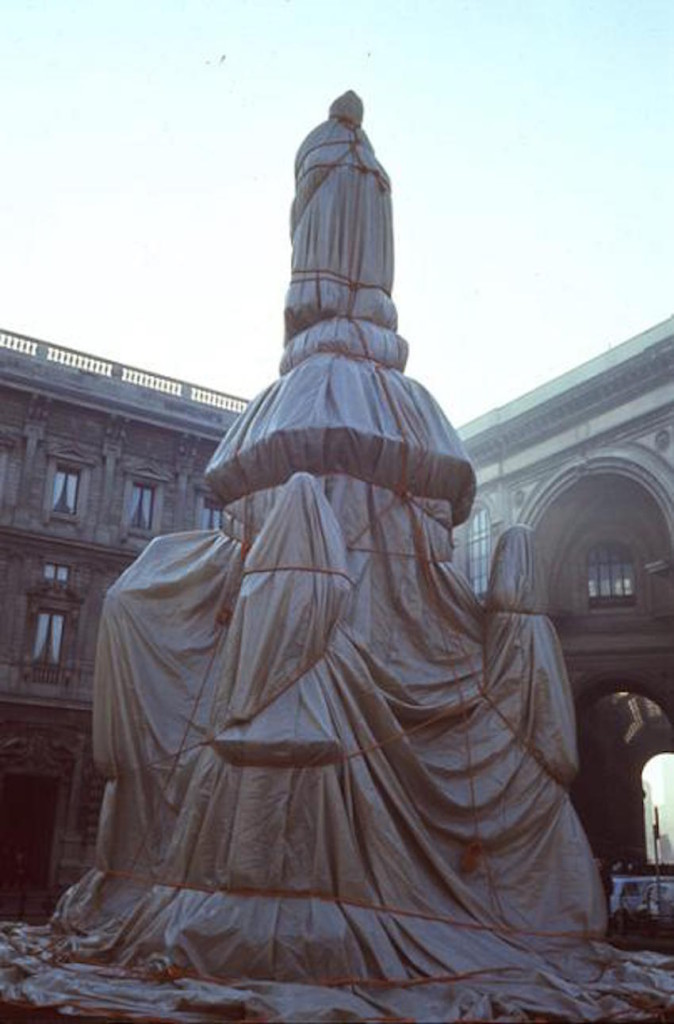
Il monumento impacchettato nel novembre 1970

Il 18 maggio 1919, in occasione delle celebrazioni per il quarto centenario dalla morte di Leonardo, venne aggiunta ai piedi del basamento una corona in bronzo decorata con nodi vinciani.

### Monumento impacchettato
Nel novembre 1970, all'interno delle manifestazioni per festeggiare i 10 anni del movimento Nouveau Réalisme, Christo e Jeanne-Claude furono incaricati dal Comune di Milano di realizzare una performance. Il 24 novembre il monumento a Vittorio Emanuele II fu impacchettato con teli e legato con corda rossa; però, a causa delle proteste, il giorno successivo fu deciso di rimuovere la copertura. Negli stessi giorni fu impacchettato anche il monumento a Leonardo da Vinci; la notte del 28 novembre alcuni giovani (apparentemente neofascisti) diedero fuoco al telo, che fu rimosso dai vigili del fuoco intervenuti sul posto.